# Santuario de Asakusa
El Santuario de Asakusa (浅草神社 Asakusa-jinja?), también denominado Santuario de las Tres Divinidades (三社様 Sanja-sama?), es un santuario sintoísta situado en el distrito de Asakusa de Tokio, Japón.
Es uno de los santuarios sintoístas más famosos de la ciudad de Tokio. El santuario rinde homenaje a los tres hombres que fundaron el templo Sensō-ji. El Santuario de Asakusa forma parte de una agrupación de edificios sagrados en el área. Se encuentra en el lado este del Sensō-ji por una calle marcada por un gran torii de piedra. 

## Historia

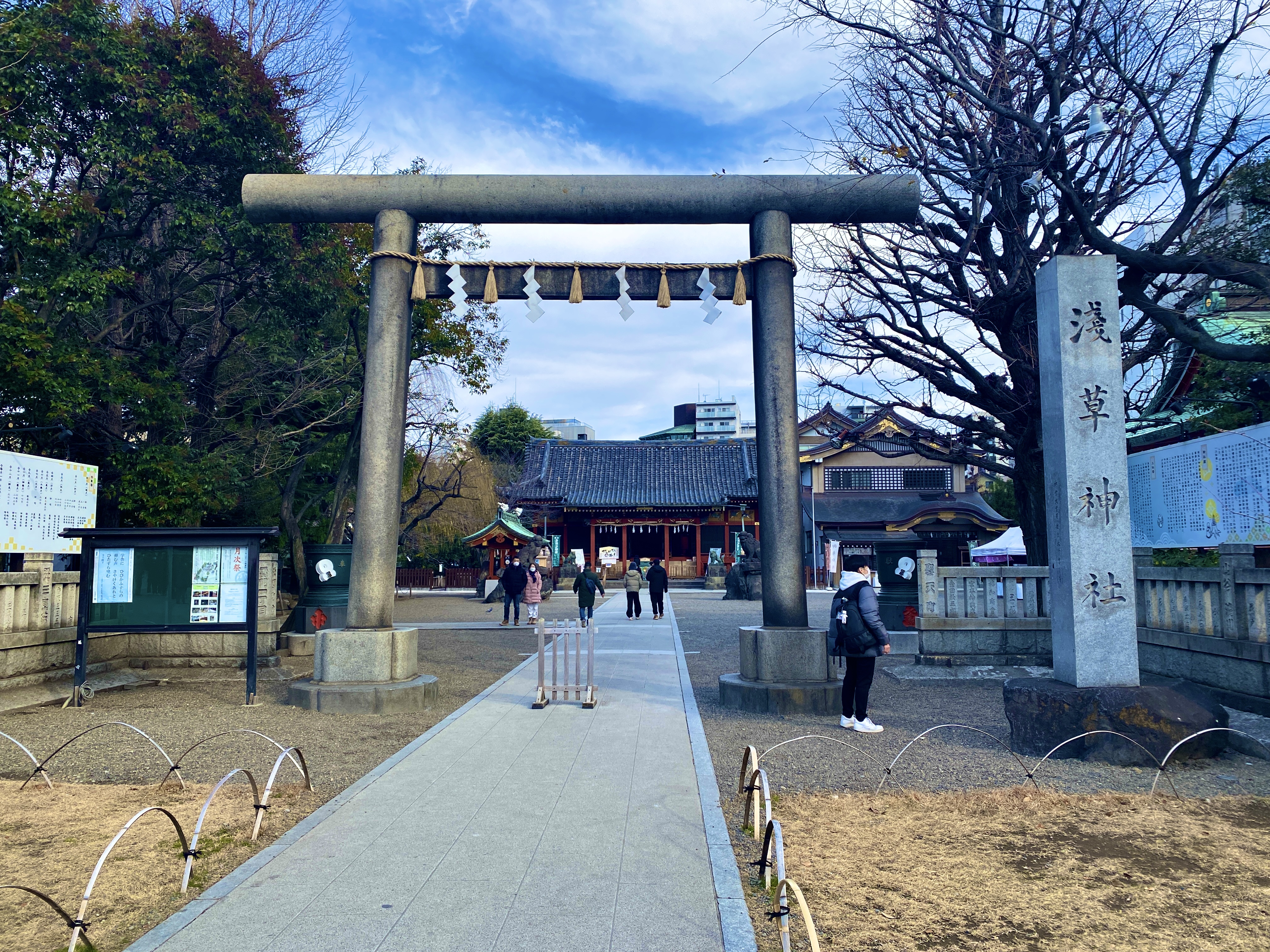
Torii que conduce al Santuario de Asakusa.

Un ejemplo del estilo arquitectónico gongen-zukuri, el Santuario de Asakusa fue encargado por Tokugawa Iemitsu y construido en 1649 durante el período Edo de Japón.
Erigido para honrar a los tres hombres que construyeron el Sensō-ji, según la leyenda que cuenta que dos hermanos pescadores llamados Hinokuma Hamanari e Hinokuma Takenari encontraron una estatuilla de oro de la bosatsu Kannon (de la Gran Compasión) atrapada en una red de pesca en el río Sumida el 17 de mayo de 628.
Cuando llegó a los oídos del señor de la aldea, Haji no Nakamoto, este descubrimiento, ordenó buscar a los dos hermanos y pronunció ante ellos un apasionado sermón sobre Buda. Los hermanos Hinokuma quedaron muy impresionados y se convirtieron al budismo. La estatua de Kannon fue consagrada en un pequeño templo por el señor y los hermanos dedicarían entonces sus vidas a predicar el camino del budismo. Este templo es el Sensō-ji, que se terminó en el 645.
En 1649, para rendir homenaje a estos tres hombres y elevarlos al rango de deidades, el sogún Tokugawa Iemitsu erigió el santuario de Asakusa en terrenos del templo budista. El logotipo del santuario está formado por tres redes de pesca.
A diferencia de muchas otras estructuras del área, incluyendo el Sensō-ji, el santuario fue uno de los dos únicos edificios del área que sobrevivió (junto con la puerta Nitenmon) a las incursiones aéreas de Tokio de la Segunda Guerra Mundial durante 1945.
Por su rica historia, fue designado como Bien Cultural Importante de Japón por el gobierno japonés en 1951.

## Celebraciones
En sus terrenos y alrededores se han estado celebrando fiestas sintoístas y budistas durante siglos. La más importante y famosa de estas festividades es la Sanja Matsuri, que se celebra el tercer fin de semana de mayo, atrayendo entre 1,5 y 2 millones de visitantes. En las procesiones, alrededor de un centenar de mikoshi (pequeños santuarios portátiles) recorren la zona.